# Marciano Fernández Pacheco
Marciano Fernández Pacheco (Escalona, 3 de noviembre de 1688-San Lorenzo de El Escorial, 1 de diciembre de 1743), (por nacimiento Marciano Joseph Fernández Pacheco Acuña Cueva Benavides Cabrera Bobadilla Girón y Portocarrero) fue un noble y militar español y XII marqués de Moya. 

## Biografía
Hijo de Juan Manuel Fernández Pacheco, grande de España, VIII duque de Escalona, VIII marqués de Villena, X marqués de Moya, virrey y capitán general de los reinos de Navarra, Aragón, Cataluña, Sicilia y Nápoles y de María Josefa de Benavides Silva y Manrique de Lara. Su hermano fue Mercurio Antonio López Pacheco, IX duque de Escalona, XII marqués de Aguilar de Campoo, marqués de Villena y conde de San Esteban de Gormaz. 
Siguió la carrera de las armas, alcanzando el grado de coronel del Regimiento de Saboya, luego ascendió al grado de Mariscal de Campo y posteriormente al de Teniente General de los Reales Ejércitos. También fue capitán de la primera compañía de los Guardias de Corps.
Desempeñó el cargo de escribano mayor de las confirmaciones  y de los privilegios de los reinos de Castilla y León. Fue Comendador del Corral de Almaguer y de Villanueva de la Fuente en la Orden de Santiago. También fue caballero de la Orden de San Jenaro.
El 3 de diciembre de 1720 contrajo matrimonio con María Francisca de la Cueva y Acuña, IV marquesa de Assentar, VI marquesa de Bedmar, IV condesa de Villanova, grande de España, dama de las Reinas María Luisa de Orleans y de Isabel de Farnesio. Sus hijos fueron: Felipe López Pacheco y de la Cueva, XIII Marqués de Moya y María Francisca Pacheco Portugal Acuña Manrique Silva, XIV marquesa de Moya y XVIII condesa de San Esteban de Gormaz.
Falleció el 2 de diciembre de 1743.